# Étude omnibus
 (octobre 2010).
Si vous disposez d'ouvrages ou d'articles de référence ou si vous connaissez des sites web de qualité traitant du thème abordé ici, merci de compléter l'article en donnant les références utiles à sa vérifiabilité et en les liant à la section « Notes et références ».
En marketing, une étude omnibus est une étude menée pour le compte de plusieurs entreprises dans le but d'en diminuer les frais.
C'est en d'autres termes une étude multiclients par souscription,
Elle permet entre autres de :
- jauger l'opinion du public sur une multitude de questions ;
- établir des points de référence et mesurer la notoriété et l'utilisation de marques et services par le public ;
- obtenir un profil démographique et une estimation de la taille du marché ou de leur part du marché ;
- prévoir les tendances et surveiller les réactions et opinions de la population sur des questions précises.